# Ocypel (stacja kolejowa)
Ocypel – dawna stacja kolejowa w Ocyplu w powiecie starogardzkim.

## Położenie
Stacja jest położona w północnej części Ocypla.

## Historia

### 1902-1945
Kolej dotarła do Ocypla w sierpniu 1908 roku jako przedłużenie linii Smętowo-Skórcz.

### po 1989
W 1994 roku zawieszono pociągi pasażerskie na trasie Skórcz-Szlachta, a w 1999 roku linia łącząca Szlachtę ze Skórczem została pozbawiona ruchu towarowego. 

## Linia kolejowa
Przez Ocypel przebiegała lokalna linia kolejowa 238 łącząca Myślice ze Szlachtą. W 2018 roku linię na tym odcinku rozebrano i wykreślono z ewidencji PKP PLK.

## Pociągi

### Pociągi osobowe
Obecnie nie kursują.

### Ruch towarowy
Obecnie nie kursują.

## Infrastruktura

### Dworzec
Budynek dworca jest wielobryłowy. Został zbudowany z cegły i jest kryty dachówką. Główna część jest piętrowa. Do dworca przylega magazyn.

### Peron
Peron ma nawierzchnię z płyt chodnikowych i jest niezadaszony.